# Vidkun Quisling
Vidkun Quisling Abraham Lauritz Jonsson (sinh ngày 18 tháng 7 năm 1887-24 tháng 10 năm 1945) là một chính trị phát xít Na Uy. Ngày 9 tháng 4 năm 1940, quá trình Đức xâm lược Na Uy đang diễn ra, ông đã giành quyền lực trong một cuộc đảo chính được Đức Quốc xã hậu thuẫn.
Từ 1942 đến 1945, ông giữ chức Tổng lý (minister-president), làm việc với các lực lượng chiếm đóng. Chính phủ bù nhìn ủng hộ Đức Quốc xã của ông, được gọi là chế độ Quisling, đa số là các bộ trưởng từ Nasjonal Samling, đảng được ông thành lập vào năm 1933. Chính phủ này tham gia - tự nguyện hay miễn cưỡng - trong giải pháp cuối cùng của Đức. Quisling đã bị đưa ra xét xử trong cuộc thanh trừng hợp pháp tại Na Uy sau thế chiến 2. Ông bị buộc các tội tham ô, giết người và tội phản quốc. Ông đã bị xử bắn tại Akershus Fortress, Oslo vào ngày 24 tháng 10 năm 1945. Từ quisling đã trở thành một từ đồng nghĩa với kẻ phản bội.